# Туман (фільм, 2010)
«Туман» (рос. Туман) — російський військово-фантастичний телефільм, прем'єра відбулася 9 травня 2010 р., продовження теми про німецько-радянську війну, початок якої покладено фільмом Ми з майбутнього, знятим двома роками раніше.
Продюсери фільму — В'ячеслав Муругов («Татусеві доньки», «Маргоша», «6 кадрів», «Вороніни» та інші) і Резо Гігінеішвілі («ЖАRA»), сценарист — Леонід Купрідо («Солдати», «Кадети»). З 2 по 6 травня 2011 показана повна версія фільму.
З 5 лютого 2015 року рішенням Держкіно фільм заборонений до показу та поширення в Україні.

## Сюжет
Під час марш-кидка троє солдатів російської армії вирішують скоротити шлях, виходять на дорогу і зупиняють автобус з ветеранами Великої Вітчизняної війни. Через події ветерани спізнюються на захід. У покарання все відділення відправляється на позаплановий марш-кидок з подальшим виходом на бойові стрільби.
Один з бійців пропонує зрізати 2 км по болоту. При переході на болото спускається загадковий туман, при виході з якого бійці потрапляють в 1941 рік, в село, якого вже немає на карті. Перед ними з'являються солдати Вермахту на мотоциклах, і, помітивши їх, відкривають вогонь, яким відразу ж смертельно ранять їх взводного командира — старшого лейтенанта. Бійці спочатку вирішили, що знімається кіно, не розуміють, що відбувається, але поступово здогадуються, що потрапили в 1941 рік. Вони вирішують прориватися до лінії фронту і один за іншим гинуть в сутичках з німцями. Ситуацію ускладнює те, що деякі з них, озброєні автоматами АК74, потрапляють до німців у полон. Щоб звільнити своїх з полону, а також не дозволити німцям заволодіти «вундерваффе» — «калашниковим» (з побоювання, що німці могли б змінити історію війни, використавши його для озброєння Вермахту), бійці зважуються на відчайдушні дії.
В кінці фільму останній, залишившися в живих з 10 бійців, тікаючи від переслідуючих його німців, знову входить в туман і виходить з нього вже в наш час, де його чекають живі і неушкоджені товариші по службі. Після того, що сталося, всі вони внутрішньо змінилися. Закінчується фільм кадрами, де відділення стоїть на параді і вітає ветеранів уже з повним розумінням і повагою до їх подвигу.

## Ролі
- Ігор Шмаков — сержант Петро Силантьєв («Патрон»), очолив відділення після смерті Корзуна, єдиний, хто вижив. Прізвисько отримав за те, що носив як талісман патрон від АК-74, використаний у минулому.
- Василь Ракша — рядовий Павло Рюмін, останній загиблий. Загинув, прикриваючи Патрона.
- Артем Крестніков — рядовий Сергій Валєєв («Фанат»), восьмий загиблий, загинув, прикриваючи Патрона і Рюміна під час остаточного захоплення АК-74.
- Григорій Калінін — рядовий Завадський («ферштейн»), сьомий загиблий, добре знає німецьку (за що і отримав прізвисько). Убитий під час операції з порятунку Фаната і Рюміна та захоплення АК-74.
- Олексій Марков — рядовий Дмитро Борщов («Яндекс»), шостий загиблий, знавець зброї, до потрапляння в минуле черпав інформацію з Інтернету (за що отримав прізвисько). Убитий під час нападу німців на партизанський загін.
- Іван Лапін — рядовий Борис Міхновець, п'ятий загиблий, помер в тумані, коли збирався вийти через нього.
- Ілля Глинников — рядовий Антон Чирко («Бабій»), четвертий загиблий, бабій (за що і отримав прізвисько). Убитий німцем, який вбили Муху й Артиста під час операції з виманюванню німців з села.
- Родіон Галюченко — рядовий Мухін («Муха»), третій загиблий. Убитий полоненим німцем, який убив Артиста.
- Дмитро Сергін — рядовий Миронов («Артист»), другий загиблий, саме через нього оголосили марш-кидок. Убитий, коли рятував інших під час першого зіткнення з німцями.
- Олексій Ільїн — старший лейтенант Корзун, перший загиблий. Вбитий під час марш-кидка при першому зіткненні з німцями.
- Світлана Устинова — Настя, дівчина бабія в 1941 році, загинула під час спалення села.
- Анастасія Безбородова — Катерина, учасниця партизанського загону.

## Цікаві факти
- Туман, крізь який герої потрапляють в минуле, створювався піротехніками. Через нього у знімальної групи сльозилися очі і було важко дихати.[1]
- Німецьких солдатів озвучували німецькі актори та історики, використовуючи німецьку мову, якою говорили в часи Другої Світової війни.[1]
- На формі героїв фільму нашивка Російської армії з російським триколором. Під таким прапором під час війни воювала російська визвольна армія під проводом Власова. У фільмі триколор ніким не замічений.

## Заборона в Україні
5 лютого 2015 року Держкіно на підставі рекомендацій Експертної комісії з питань розповсюдження і демонстрування фільмів заборонило 20 фільмів виробництва Російської Федерації, серед яких і фільм «Туман». Перегляд фільмів відбувся на прохання ТРК «Студія 1+1», яка звернулася до Держкіно аби та надала експертну оцінку переліку серіалів і фільмів російського виробництва з метою підтримання власної ініціативи щодо відмови від показу фільмів та серіалів про російських військових, поліцію тощо.